# Pia Bygdéus
Pia Katarina Yvonne Bygdéus, född den 4 augusti 1963, är en svensk musikpedagogisk forskare, pianist och dirigent.
Bygdéus är utbildad vid Högskolan för scen och musik vid Göteborgs universitet där hon avlagt musiklärar-, piano- och körpedagogexamen samt läst forskarförberedande kurser. Efter forskarutbildning vid Lunds universitet disputerade hon 2015 för filosofie doktorsexamen vid Musikhögskolan i Malmö på en avhandling med syftet att beskriva, verbalisera och synliggöra medierande verktyg som används av körledare i arbete med barn och unga. Hon anställdes Linnéuniversitetet från 2002 (dåvarande Växjö universitet) och hade under perioden 2004-2011 även director musices-funktion vid universitetet och nu sedan 2024 anställd vid Karlstads universitet, Musikhögskolan Ingesund, är Bygdéus även verksam som frilansande pianist, pedagog, musikproducent, repetitör och dirigent samt har under perioden 2006-2019 även varit verksam som frilansande musikproducent på SR P2Live.
Bygdéus är forskningssekreterare vid Kungl. Musikaliska Akademien (KMA) sedan 2019 och universitetslektor, först vid Linnéuniversitetet i Växjö 2002-2025 och därefter vid Musikhögskolan Ingesund vid Karlstads universitet sedan 2024. Under perioden 2015-2024 verkade Bygdéus i styrelsen för Svenska samfundet för musikforskning; 2018-2024 som ordförande och dessförinnan som skattmästare 2015-2018. 